# 刺黄花
刺黄花（学名：Berberis polyantha）为小檗科小檗属的植物，为中国的特有植物。分布在中国大陆的四川、西藏等地，生长于海拔2,000米至3,600米的地区，多生在林中、林缘、灌丛中、路边、向阳山坡、草坡以及河谷两岸，目前尚未由人工引种栽培。